# 吳百朋 (明朝)
吳百朋（1519年—1578年），字維錫，號堯山，浙江承宣布政使司金華府義烏縣（今浙江省義烏市）人，明朝政治人物。官至刑部尚書。

## 生平
初名吳伯朋。嘉靖二十二年（1543年），癸卯科浙江鄉試中舉。嘉靖二十六年（1547年），登丁未科进士，禮部觀政，授江西永丰县知县。嘉靖三十一年（1552年）正月受召为山西道試监察御史，七月實授山西道御史，巡按浙江、湖广，四十年晋升为大理寺右寺丞，四十一年二月进左寺丞，七月升右少卿。世宗改其名為百朋。嘉靖四十二年（1563年）五月，升任都察院右佥都御史、郧阳抚治，次月改任提督军务、巡抚南赣汀漳等处（提督负责军务，巡视南昌、赣州、汀州、漳州）。与两广提督吴桂芳讨伐、平定河源的李亚元、程乡的叶丹楼，又会师一处，在海丰打败倭寇。
起初，广东大埔的百姓蓝松山、余大眷倡导叛乱，在漳州、延平、兴州、泉州之间流窜、抢劫。被官军击退后，他们逃到永春，与香寮盗贼蓝阿普、范继祖联合侵犯德化，被都指挥耿宗元打败，他们假装请求招安。吴百朋也佯装罢兵，利诱乱贼的党徒为内应，先后将他们全部抓获，只有三个叛贼巢穴没有攻下。分别是指和平的李文彪所占据的岑冈，龙南的谢允樟所占据的高沙，赖清规所占据的下历。朝廷因为倭患棘手，十年没有讨伐三股乱贼。李文彪死后，他的儿子李珍与江月照接替他，更加猖獗。嘉靖四十四年秋天七月，吴百朋晋升为右副都御史，依然巡防上述地区。他上奏说：“三个巢穴的乱贼冒犯尊卑之礼而称王，即刻招安即刻又叛乱。广东的和平、龙川、兴宁，江西的龙南、信丰、安远，被蚕食过半。不加紧讨伐，很难评估祸害。三个巢穴中只有赖清规的势力跨江西、广东六县，最违逆圣命，讨伐必须从下历开始。”世宗将奏章交给部中议论，并依从了他。吴百朋便命令守备蔡汝兰在苦竹嶂讨伐并擒拿了赖清规，震慑叛军。
隆庆初年（1567年），吏部因为吴百朋颇受兵营之苦，改升他任大理寺卿。给事中欧阳一敬等人奏请明穆宗仍将吴百朋留任负责剿灭乱贼，穆宗下诏将他升任兵部右侍郎兼右佥都御史，依旧巡抚故地。吴百朋上奏，春天用兵妨碍农田的耕作，应该进行招安，穆宗听从了他的建议。二年正月，他改任南京兵部右侍郎，随后请求回乡，穆宗不准；三年正月改任刑部右侍郎。父亲去世，回乡服丧，五年十一月再起改兵部右侍郎。
万历初年，奉命巡视宣州、大同、山西三镇。吴百朋以粮饷、险隘、兵马、器械、屯田、盐法、番马、逆党等八件事情考核边疆大臣，督抚王崇古、吴兑，总兵郭琥以下的官吏，分别赏罚有别。又进呈边防图，凡是关塞险隘，番族部落，士马强弱，亭障远近，了如指掌。后因母丧归乡。除服后，万历三年（1575年）六月出任南京都察院掌院事右都御史，萬曆五年（1577年）九月升任刑部尚书。一年后卒。

## 事跡
吳百朋曾在義烏建造藏書樓「抱甕園」。

## 家族
曾祖吴文高。祖父吴瀾。祖母蔡氏。父吴璋（1491年-1569年），字德纯，號鏡川，盐城县学教谕，累封通議大夫兵部右侍郎兼都察院右佥都御史。母蔡氏（1492年-1520年），贈淑人；继母金氏，封淑人。重庆下。兄百元、百忠。弟百顺、百謙、百厚、百禄、百怡。
有子吳大纘（1553年-1616年），字子孝，初號玄圃，晚更號介石，萬曆乙酉科順天鄉試舉人、有姪吳大紳。孫吴存中、吴存和。

## 延伸阅读
[在维基数据编辑]
 《國朝獻徵錄·卷之四十五》，出自焦竑《國朝獻徵錄》
 《明史卷二百二十》，出自《明史》

| 官衔        | 官衔                                 | 官衔        |
| ----------- | ------------------------------------ | ----------- |
| 前任： 钱峄 | 明朝永丰县知县 嘉靖二十六年-二十八年 | 繼任： 张言 |